# محاصره کانه‌گاساکی (۱۳۳۷)

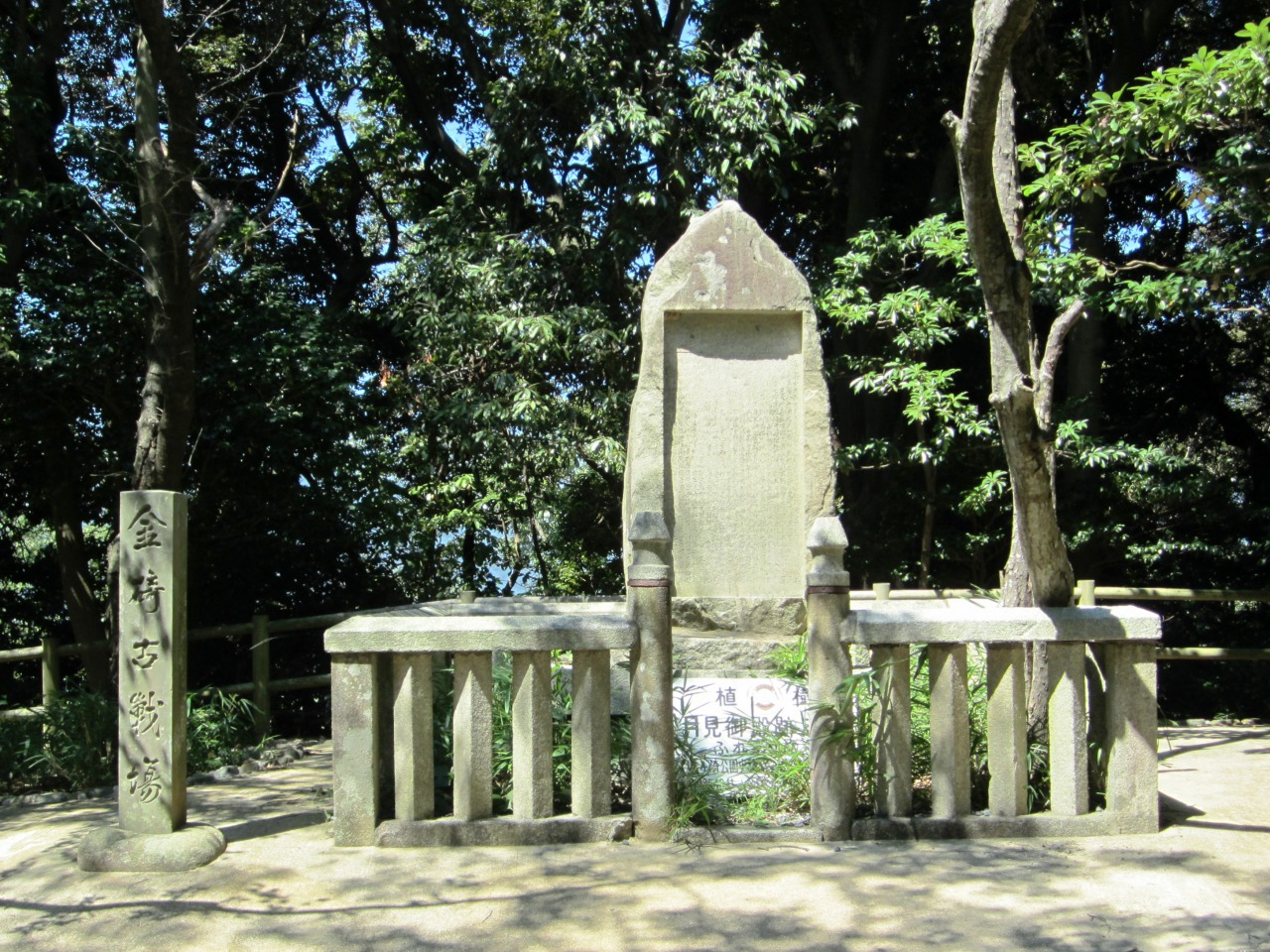
سنگ یادبود محاصره کانه گاساکی در سال 1337 در محل قلعه کانه گاساکی در تسوروگا، فوکوی.

محاصره کانه‌گاساکی (به ژاپنی: 金ヶ崎の戦い, Kanegasaki no Tatakai)) نبرد نهایی خاندان نیتا در حمایت از دربار امپراتوری جنوبی در برابر شوگون‌سالاری آشیکاگا بود.